# 2016-os Gold Coast-i műugró-Grand Prix-verseny
A Nemzetközi Úszószövetség (FINA) 2016-ban a 22. alkalommal rendezte meg október 27. és október 30. között a műugró-Grand Prix-versenysorozatot, melynek hetedik állomása az ausztráliai Gold Coast volt.

## Eredmények

### Éremtáblázat
| #        | nemzet     | arany | ezüst | bronz | összesen |
| 1        | Kína       | 7     | 2     | 1     | 10       |
| 2        | Ausztrália | 1     | 2     | 1     | 4        |
| 3        | USA        | 0     | 2     | 1     | 3        |
| 4        | Szingapúr  | 0     | 1     | 0     | 1        |
| 5        | Kanada     | 0     | 0     | 2     | 2        |
| 5        | Malajzia   | 0     | 0     | 2     | 2        |
| összesen | összesen   | 8     | 7     | 7     | 22       |

### Éremszerzők
| versenyszám   | arany                                                       | ezüst                                    | bronz                                |
| férfiak       |                                                             |                                          |                                      |
| 3 m           | Peng Csien-feng (Peng Jianfeng)                             | Kevin Chávez                             | Jordan Windle                        |
| 3 m szinkron  | Huang Po-ven (Huang Bowen) / Hszie Sze-ji (Xie Siyi)        | Mark Han Ming Lee / Timothy Han Kuan Lee | Ooi Tze Liang / Chew Yiwei           |
| 10 m          | Jang Csien (Yang Jian)                                      | Jang Hao (Yang Hao)                      | Declan Stacey                        |
| 10 m szinkron | Hszü Cö-vej (Xu Zewei) / Jang Hao (Yang Hao)                | nem adták ki                             | nem adták ki                         |
| nők           |                                                             |                                          |                                      |
| 3 m           | Georgia Sheehan                                             | Vang Han (Wang Han)                      | Mia Vallée                           |
| 3 m szinkron  | Vang Han (Wang Han) / Hszü Cse-huan (Xu Zhihuan)            | Georgia Sheehan / Jayah Mathews          | Mia Vallée / Caeli McKay             |
| 10 m          | Lien Csie (Lian Jie)                                        | Tarrin Gilliland                         | Hszia Ping-csing (Xia Bingqing)      |
| 10 m szinkron | Hszia Ping-csing (Xia Bingqing) / Hszia Jü-csie (Xia Yujie) | Tarrin Gilliland / Delaney Schnell       | Kimberly Bong Qian Ping / Loh Zhiayi |

## A versenyen részt vevő nemzetek
A Grand Prix-n 6 nemzet 38 sportolója – 19 férfi és 19 nő – vett részt, az alábbi megbontásban:
| nemzet     | F | N | nemzet    | F | N |
| Ausztrália | 2 | 6 | Malajzia  | 3 | 2 |
| Kanada     | 3 | 2 | Szingapúr | 2 | 0 |
| Kína       | 7 | 5 | USA       | 2 | 4 |

F = férfi, N = nő

## Versenyszámok

### Férfiak

#### 3 méteres műugrás
| #  | Ország     | Név                             | Selejtező | Selejtező | Középdöntő | Középdöntő | Középdöntő | Középdöntő | Döntő   | Döntő  |
| #  | Ország     | Név                             | Selejtező | Selejtező | A          | A          | B          | B          | Döntő   | Döntő  |
| #  | Ország     | Név                             | Rangsor   | Pontok    | Rangsor    | Pontok     | Rangsor    | Pontok     | Rangsor | Pontok |
| -- | ---------- | ------------------------------- | --------- | --------- | ---------- | ---------- | ---------- | ---------- | ------- | ------ |
|    | Kína       | Peng Csien-feng (Peng Jianfeng) | 1         | 416,95    |            |            | 1          | 421,75     | 1       | 490,90 |
|    | Ausztrália | Kevin Chávez                    | 2         | 387,05    | 1          | 402,15     |            |            | 2       | 423,85 |
|    | USA        | Jordan Windle                   | 7         | 345,85    |            |            | 2          | 408,55     | 3       | 419,40 |
| 4  | Kanada     | Peter Mai Thach                 | 5         | 348,85    |            |            | 3          | 404,40     | 4       | 403,85 |
| 5  | Malajzia   | Muhammad Syafiq Puteh           | 4         | 374,15    | 2          | 401,80     |            |            | 5       | 337,25 |
| 6  | Malajzia   | Chew Yiwei                      | 6         | 347,70    | 3          | 362,70     |            |            | 6       | 313,65 |
|    |            |                                 |           |           |            |            |            |            |         |        |
| 7  | Kína       | Huang Po-ven (Huang Bowen)      | 3         | 378,50    |            |            | 4          | 367,00     |         |        |
| 8  | Szingapúr  | Timothy Han Kuan Lee            | 10        | 272,25    | 4          | 333,15     |            |            |         |        |
| 9  | Szingapúr  | Mark Han Ming Lee               | 9         | 297,85    |            |            | 5          | 322,15     |         |        |
| 10 | Kanada     | Tyler Roberge                   | 8         | 303,45    | 5          | 318,20     |            |            |         |        |

#### 3 méteres szinkronugrás
| # | Ország    | Név                                                  | Pontok |
| - | --------- | ---------------------------------------------------- | ------ |
|   | Kína      | Huang Po-ven (Huang Bowen) / Hszie Sze-ji (Xie Siyi) | 409,92 |
|   | Szingapúr | Mark Han Ming Lee / Timothy Han Kuan Lee             | 342,09 |
|   | Malajzia  | Ooi Tze Liang / Chew Yiwei                           | 331,17 |

#### 10 méteres toronyugrás
| # | Ország     | Név                    | Selejtező | Selejtező | Középdöntő | Középdöntő | Középdöntő | Középdöntő | Döntő   | Döntő  |
| # | Ország     | Név                    | Selejtező | Selejtező | A          | A          | B          | B          | Döntő   | Döntő  |
| # | Ország     | Név                    | Rangsor   | Pontok    | Rangsor    | Pontok     | Rangsor    | Pontok     | Rangsor | Pontok |
| - | ---------- | ---------------------- | --------- | --------- | ---------- | ---------- | ---------- | ---------- | ------- | ------ |
|   | Kína       | Jang Csien (Yang Jian) | 1         | 502,95    |            |            | 1          | 482,90     | 1       | 558,70 |
|   | Kína       | Jang Hao (Yang Hao)    | 2         | 376,30    | 1          | 504,20     |            |            | 2       | 423,90 |
|   | Ausztrália | Declan Stacey          | 4         | 343,15    | 2          | 337,70     |            |            | 3       | 413,25 |
| 4 | USA        | Jordan Windle          | 3         | 358,85    |            |            | 2          | 380,60     | 4       | 392,95 |
| 5 | Kanada     | Ethan Pitman           | 5         | 318,40    |            |            | 3          | 329,75     | 5       | 331,70 |
| 6 | USA        | Benjamin Bramley       | 6         | 304,90    | 3          | 317,75     |            |            | 6       | 331,65 |

#### 10 méteres szinkronugrás
| # | Ország | Név                                          | Pontok |
| - | ------ | -------------------------------------------- | ------ |
|   | Kína   | Hszü Cö-vej (Xu Zewei) / Jang Hao (Yang Hao) | 393,24 |

### Nők

#### 3 méteres műugrás
| #  | Ország     | Név                              | Selejtező | Selejtező | Középdöntő | Középdöntő | Középdöntő | Középdöntő | Döntő   | Döntő  |
| #  | Ország     | Név                              | Selejtező | Selejtező | A          | A          | B          | B          | Döntő   | Döntő  |
| #  | Ország     | Név                              | Rangsor   | Pontok    | Rangsor    | Pontok     | Rangsor    | Pontok     | Rangsor | Pontok |
| -- | ---------- | -------------------------------- | --------- | --------- | ---------- | ---------- | ---------- | ---------- | ------- | ------ |
|    | Ausztrália | Georgia Sheehan                  | 3         | 265,30    |            |            | 3          | 256,40     | 1       | 319,70 |
|    | Kína       | Vang Han (Wang Han)              | 2         | 294,15    | 1          | 315,00     |            |            | 2       | 276,65 |
|    | Kanada     | Mia Vallée                       | 5         | 259,65    |            |            | 2          | 277,75     | 3       | 262,75 |
| 4  | Ausztrália | Jayah Mathews                    | 4         | 262,40    | 3          | 233,50     |            |            | 4       | 256,80 |
| 5  | Kína       | Huang Hsziao-huj (Huang Xiaohui) | 1         | 296,50    |            |            | 1          | 322,75     | 5       | 255,80 |
| 6  | Kanada     | Caeli McKay                      | 6         | 253,80    | 2          | 296,10     |            |            | 6       | 243,25 |
|    |            |                                  |           |           |            |            |            |            |         |        |
| 7  | Ausztrália | Ruby Neave                       | 7         | 248,60    | 4          | 229,35     |            |            |         |        |
| 8  | USA        | Alison Gibson                    | 8         | 237,50    |            |            | 4          | 222,30     |         |        |
| 9  | Ausztrália | Allie Klein                      | 9         | 187,35    |            |            | 5          | 206,75     |         |        |
| 10 | USA        | Maria Coburn*                    |           |           |            |            |            |            |         |        |

____
* nem állt rajthoz

#### 3 méteres szinkronugrás
| # | Ország     | Név                                              | Pontok |
| - | ---------- | ------------------------------------------------ | ------ |
|   | Kína       | Vang Han (Wang Han) / Hszü Cse-huan (Xu Zhihuan) | 298,20 |
|   | Ausztrália | Georgia Sheehan / Jayah Mathews                  | 283,80 |
|   | Kanada     | Mia Vallée / Caeli McKay                         | 266,85 |
| 4 | Ausztrália | Ruby Neave / Allie Klein                         | 239,79 |

#### 10 méteres toronyugrás
| # | Ország     | Név                             | Selejtező | Selejtező | Középdöntő | Középdöntő | Középdöntő | Középdöntő | Döntő   | Döntő  |
| # | Ország     | Név                             | Selejtező | Selejtező | A          | A          | B          | B          | Döntő   | Döntő  |
| # | Ország     | Név                             | Rangsor   | Pontok    | Rangsor    | Pontok     | Rangsor    | Pontok     | Rangsor | Pontok |
| - | ---------- | ------------------------------- | --------- | --------- | ---------- | ---------- | ---------- | ---------- | ------- | ------ |
|   | Kína       | Lien Csie (Lian Jie)            | 1         | 333,55    |            |            | 1          | 304,05     | 1       | 346,55 |
|   | USA        | Tarrin Gilliland                | 5         | 232,75    |            |            | 2          | 254,75     | 2       | 299,20 |
|   | Kína       | Hszia Ping-csing (Xia Bingqing) | 6         | 231,60    | 1          | 319,95     |            |            | 3       | 282,25 |
| 4 | Ausztrália | Brittany O’Brien                | 3         | 271,40    |            |            | 3          | 250,10     | 4       | 278,25 |
| 5 | USA        | Delaney Schnell                 | 2         | 296,00    | 2          | 309,25     |            |            | 5       | 277,55 |
| 6 | Ausztrália | Taneka Kovchenko                | 4         | 260,15    | 3          | 292,90     |            |            | 6       | 221,15 |
|   |            |                                 |           |           |            |            |            |            |         |        |
| 7 | Malajzia   | Kimberly Bong Qian Ping         | 8         | 210,55    | 4          | 190,65     |            |            |         |        |
| 8 | Malajzia   | Loh Zhiayi                      | 7         | 214,65    |            |            | 4          | 186,50     |         |        |

#### 10 méteres szinkronugrás
| # | Ország   | Név                                                         | Pontok |
| - | -------- | ----------------------------------------------------------- | ------ |
|   | Kína     | Hszia Ping-csing (Xia Bingqing) / Hszia Jü-csie (Xia Yujie) | 278,73 |
|   | USA      | Tarrin Gilliland / Delaney Schnell                          | 258,84 |
|   | Malajzia | Kimberly Bong Qian Ping / Loh Zhiayi                        | 195,06 |